# 岩村 (高知県)
岩村（いわむら）は、高知県香美郡にあった村。現在の南国市の南東部、土佐くろしお鉄道阿佐線・立田駅の北方一帯（同駅自体は村域に含まない）および香美市の南端、物部川の左岸にあたる。

## 地理
- 河川：物部川

## 歴史
- 1889年（明治22年）4月1日 - 町村制の施行により、松本村・岩次村・神通寺村・経田村・蔵福寺島村・包末村・金地村・福船村・堀之内村の区域をもって発足。
- 1959年（昭和34年）10月1日 - 長岡郡後免町・香長村・野田村・岡豊村と合併して南国市が発足。同日岩村廃止。
- 1959年（昭和34年）10月7日 - 南国市のうち旧村域の一部（松本・岩次・神通寺・立石・蔵福寺島）が土佐山田町に編入。
- 1996年（平成8年）1月1日 - 土佐山田町のうち旧村域の一部（蔵福寺島）が南国市に編入。